# علامة ميسيوين
علامة ميسيوين أو علامة ماكيوين (بالإنجليزية: Macewen sign)‏ هي علامة تستخدم للمساعدة في تشخيص استسقاء الرأس (تراكم السوائل الدماغية الزائدة) وخراجات الدماغ. التنصت (قرع) الجمجمة بالقرب من العظم الجبهي والعظم الصدغي سوف ينتج صوت تشقق. الاختبار الإيجابي هو مؤشر على الغرز المنفصلة. ويرجع ذلك إلى ارتفاع التوتر داخل الجمجمة. اكتُشف العلامة ووصفها من قبل ويليام ماسيوين (1848-1924)، وهو جراح وأستاذ بجامعة غلاسكو في اسكتلندا، وصفت أيضًا عملية ماسيوين للفتق الإربي.